# Министерство водного хозяйства Туркменистана
Министерство водного хозяйства Туркмении (туркм. Türkmenistanyň suw hojalyk ministrligi) — упразднённый орган исполнительной власти Туркмении, осуществлявший государственное управление и единую государственную политику в области пользования водными ресурсами.
В подчинении министерства находились 119 предприятий и организаций. Оно осуществляло организацию и контроль работ по обеспечению предприятий водными ресурсами, их рациональным использованием, строительству, модернизации и эксплуатации оросительных систем и гидротехнических сооружений.

## Прежние названия
Образовано в 1992 года году под названием Министерство мелиорации и водного хозяйства Туркмении.
| Начало периода | Конец периода | Название                                              |
| 1992           | 16.07.1998    | Министерство мелиорации и водного хозяйства Туркмении |

16 июля 1998 года упразднено с целью слияния с Министерством сельского хозяйства.
15 июня 2000 года выделено из Министерства сельского и водного хозяйств Туркмении под названием Министерство водного хозяйства Туркмении.
8 января 2016 года объединено с Министерством сельского хозяйства Туркмении, Государственным объединением «Türkmengallaönümleri» («Туркмензернопродукты»), Государственным объединением «Türkmenobahyzmat» (Туркменсельхозтехника), Государственным животноводческим объединением, Государственным концерном «Türkmenpagta» («Туркменхлопок»), хлопковым торговое предприятие «Ak altyn» (Ак-Алтын) под названием Министерство сельского и водного хозяйства Туркмении.

## Министры
| No | Имя                                | Назначен   | Уволен     | Причина увольнения                |
| 1  | Иламанов, Амманазар                | 1992       | 14.03.1996 | переход на другую работу          |
| 2  | Одеев, Пиргулы                     | 14.03.1996 | 11.10.1996 | переход на другую работу          |
| 3  | Додонов, Александр Дмитриевич      | 11.10.1996 | 16.07.1998 | министерство упразднено           |
| 4  | Курбанов, Сахатмурад               | 15.06.2000 | 26.02.2001 | за недостатки в работе            |
| 5  | Алтыев, Текебай Алтыевич           | 26.02.2001 | 09.07.2001 | переход на другую работу          |
| 6  | Вольмурадов, Курбангельды          | 09.07.2001 | 14.11.2003 | за недостатки в работе            |
| 7  | Каландаров, Бяшимклыч              | 14.11.2003 | 04.05.2005 | погиб в автокатастрофе            |
| 8  | Алтыев, Текебай                    | 20.05.2005 | 14.02.2007 | отставка после выборов президента |
| 9  | Акмамедов, Мурадгельды             | 20.02.2007 | 21.07.2008 | переход на другую работу          |
| 10 | Язмырадов, Аннагелди Оразбердиевич | 21.07.2008 | 17.02.2012 | переход на другую работу          |
| 11 | Таганов, Сеидмурад Эямбердыевич    | 16.03.2012 | 08.01.2016 | министерство упразднено           |